# Leo the Last
Leo the Last és una pel·lícula britànica de John Boorman estrenada el 1970.
Amb Leo the Last, John Boorman torna a Anglaterra i roda finalment una pel·lícula de la qual ha escrit el guió.
Va dirigir la seva pel·lícula en decorats reals en un carrer de Notting-Hill Gate a Londres. Aquest antic barri residencial estava a punt de la demolició, quan els productors de la pel·lícula van obtenir l'autorització de rodar. A canvi d'aquesta autorització, van construir un terreny de joc per als nens.

## Argument
Observant ocells amb uns binocles, Leo, un ric hereu descobreix un barri pobre poblat de negres. Decideix ajudar-los, i en particular Salambo, una jove prostituta.

## Repartiment
- Leo: Marcello Mastroianni
- Margaret: Billie Whitelaw
- Salambo Mardi: Calvin Lockhart
- Roscoe: Olenna Forster Jones
- Max: Graham Crowden

## Premis
- Premi a la millor direcció (Festival de Canes) 1970